# 1999 RU214
1999 RU214 est un objet en résonance 2:5 avec Neptune.

## Caractéristiques
1999 RU214 mesure environ 150 kilomètres de diamètre.